# Mojavehärmtrast
Mojavehärmtrast (Toxostoma lecontei) är en ökenlevande fågel i den amerikanska tättingfamiljen härmtrastar. Den förekommer i sydvästra USA och nordvästra Mexiko.

## Utseende och läten
Mojavehärmtrasten är en 24–28 cm lång medlem av familjen med korta, rundade vingar och lång, böjd näbb. Fjäderdräkten är mycket ljust gråbrun, förutom ljust rostfärgade undre stjärttäckare och mörk stjärt. Sången beskrivs som relativt mjuk och hes, med en avslappnad rytm och distinkt långa och ljusa böjda toner. Lätet är ett enkelt frågande "weeip" eller ett snabbt "kooi-dwid".
Den geografiskt isolerade underarten arenicola är något mörkare med kortare stjärt och ljusare läten.

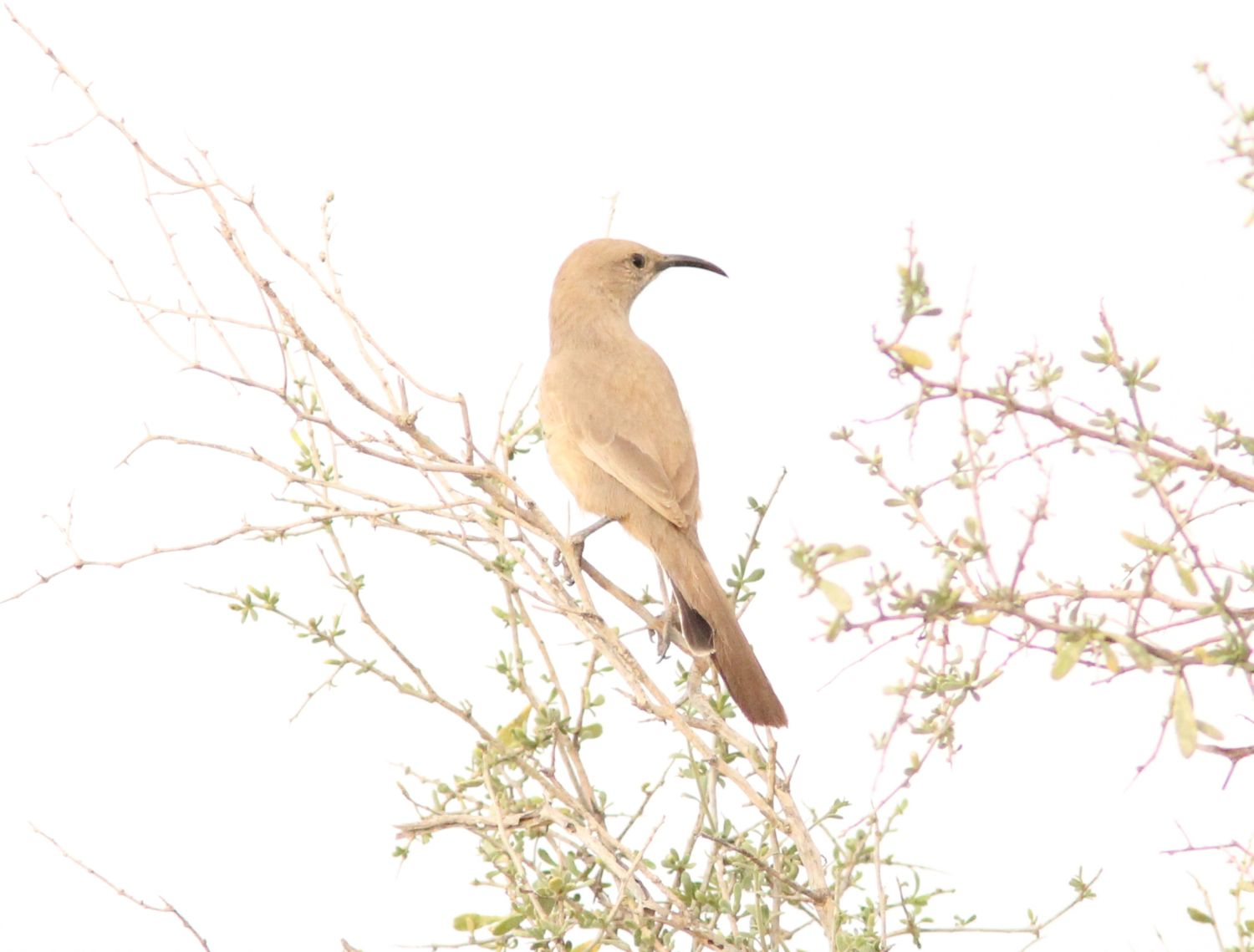

## Utbredning och systematik
Mojavehärmtrast delas in i tre underarter med följande utbredning:
- lecontei/macmillanorum-gruppen
  - Toxostoma lecontei lecontei – förekommer i torra sydvästra USA, norra Baja California och nordvästra Mexiko
  - Toxostoma lecontei macmillanorum – förekommer i inlandet i centrala Kalifornien (södra San Joaquin Valley)
- Toxostoma lecontei arenicola – förekommer i Vizcainoöknen, centrala Baja California (29° N till 26° N)

Underarten arenicolor har föreslagits utgöra en egen art.

Mojavehärmtrastens utbredningsområde.

## Levnadssätt
Mojavehärmtrasten hittas i mycket arida och sparsamt bevuxna områden med inslag av fetmållor och kreosotbuske. Den ses vanligen enstaka löpande över sanden från buske till buske.
Arten är mycket trogen sitt revir året runt, där enbart ungfåglarna sprider sig en längre sträcka, och då endast några enstaka kilometer. Födan består av insekter som skalbaggar, gräshoppor och myror, men även andra leddjur. Fågeln häckar mellan mars och maj, i Coloradodalen tidigare. Troligen lägger den två kullar i större delen av utbredningsområden, i norr möjligen bara en.

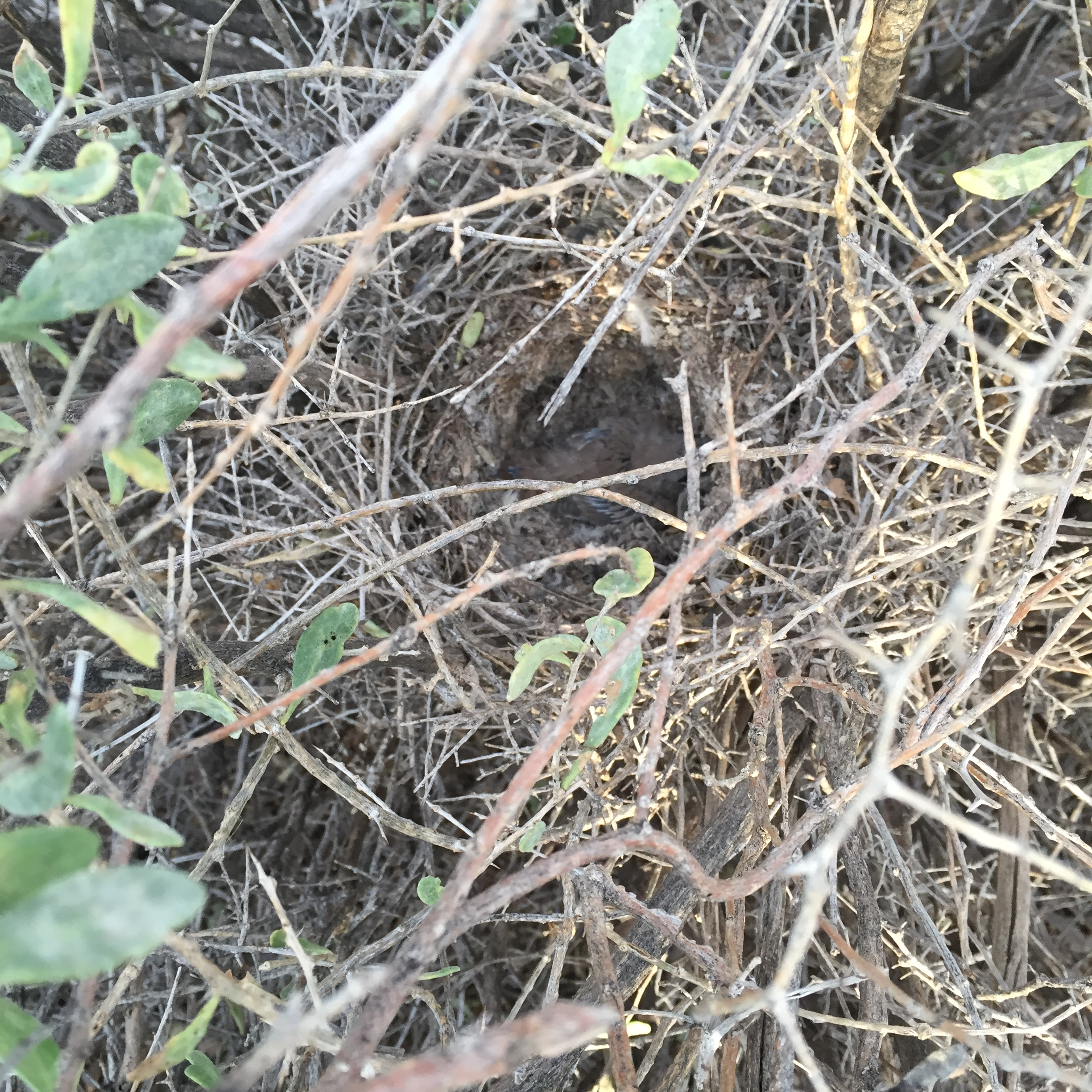
Bo med ungar i Maricopa, Arizona.

## Status och hot
Arten har ett stort utbredningsområde och en stor population med stabil utveckling som inte tros vara utsatt för något substantiellt hot. Utifrån dessa kriterier kategoriserar internationella naturvårdsunionen IUCN arten som livskraftig (LC).

## Namn
Mojavehärmtrasten har fått sitt namn från mojaveöknen där den förekommer, ett av USA:s största ökenområde som innefattar en stor del av södra Kalifornien, samt delar av Utah, Arizona och Nevada. Öknen har i sin tur fått sitt namn av mojavefolket. Fågelns vetenskapliga artnamn hedrar Dr John Lawrence LeConte (1825-1883), överstelöjtnant och kirurg i US Army men också entomologi, biolog och samlare av specimen i Nordamerika.